# Mandau
Mandau (tjekkisk: Mandava) er en 40,9 km lang flod i Tjekkiet og Sachsen i Tyskland.
Floden har sit udspring i flere kilder, nord for det 580,6 m høje bjerg Vlčí hora i det Nordböhmiske Niederland, der forener sig ved Panský i 515 meters højde. Fra Zahrady kommer ved Nové Křečany yderligere en bæk til. Derfra flyder Mandau mod syd gennem Rumburk, Seifhennersdorf og Varnsdorf. Dernæst løber den mod øst i Oberlausitz og passerer Großschönau, Lausur løber til, over Hainewalde gennem Roschertal til Mittelherwigsdorf, hvor Landwasser løber ud i Mandau. Til sidst løber den efter Zittau ud i Lausitzer Neiße i 227,7 meters højde, umiddelbart øst for byen.
50°53′25″N 14°49′33″Ø / 50.890139°N 14.825798°Ø